# Joseph James DeAngelo
Joseph James DeAngelo Jr., noto anche con i soprannomi Golden State Killer e Original Night Stalker (Bath, 8 novembre 1945), è un serial killer statunitense.
È stato responsabile di 13 omicidi e più di 50 stupri commessi nell'arco di 12 anni, tra il 1974 e il 1986, nello stato della California. Per circa 44 anni, la sua identità rimase ignota agli investigatori, fino a quando non venne arrestato il 24 aprile 2018 grazie ai test del DNA effettuati su alcune delle sue vittime. Il 29 giugno 2020 si è infine dichiarato colpevole per i crimini commessi e il 21 agosto è stato condannato a 12 ergastoli senza libertà condizionale.

## Biografia

### Infanzia
Joseph James DeAngelo è nato a Bath, nello stato di New York, l'8 novembre 1945 da Kathleen Louise DeGroat e Joseph DeAngelo Sr., sergente della United States Army.  Suo padre era d' origine italiana. 
Aveva due sorelle maggiori, Connie e Rebecca, e un fratello minore, John. 
Secondo quanto riferito da un suo parente, quando DeAngelo era un bambino, avrebbe assistito allo stupro di Connie da parte di due aviatori in un magazzino della Germania dell'Ovest, dove all'epoca lui e la sua famiglia risiedevano. Durante il suo processo, Rebecca dichiarò che suo fratello fu vittima di abusi sessuali da parte del padre.

### Servizio militare e periodo universitario
Nel settembre del 1964 si unì alla marina militare, dove prestò servizio 22 mesi durante la guerra in Vietnam come addetto alle emergenze e alla gestione dei danni (damage controlman) su un incrociatore. A partire dal 1968 inizia a frequentare il Sierra College di Rocklin, in California, dove si laurea con la lode in scienze della polizia.
A partire dal 1971 frequenta l'Università di Sacramento, dove consegue una laurea in giustizia penale. Dopo aver seguito vari corsi post laurea, completa un corso di addestramento presso il College of the Sequoias a Visalia per accedere poi a uno stage di 32 settimane presso il dipartimento di polizia di Roseville.

### La carriera da poliziotto

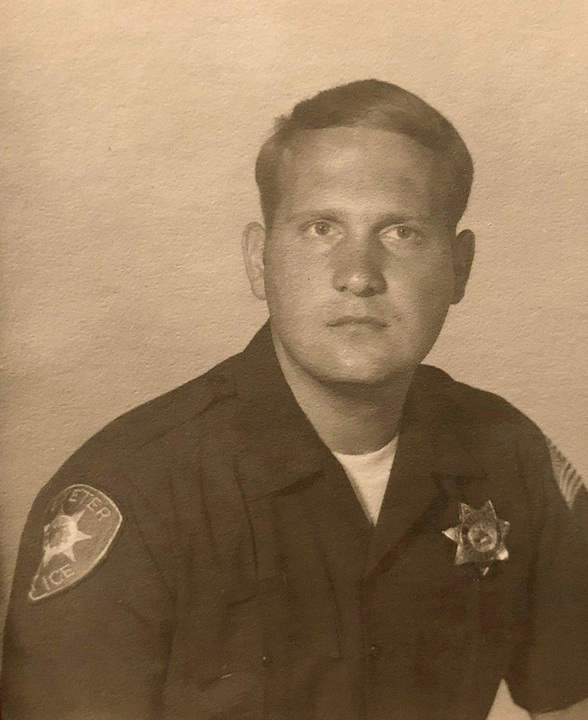
DeAngelo con l'uniforme da poliziotto nel 1973

Dal 1973 al 1976 è stato ufficiale di polizia dell'unità di furto con scasso a Exeter. Ha poi prestato servizio ad Auburn dal 1976 al 1979, quando fu arrestato per aver rubato un martello e un repellente per cani, reato questo che gli costò una condanna a sei mesi di libertà vigilata e la rimozione dal proprio incarico nell'ottobre di quell'anno.

### Altra occupazione
Dal 1990 al 2017 ha lavorato come meccanico in un centro di distribuzione di supermercati a Roseville. Nel 1996 fu nuovamente arrestato perché coinvolto in un incidente a una stazione di servizio, ma l'accusa fu poi respinta.

### I crimini commessi
I test del DNA effettuati all'inizio del 2018 collegarono DeAngelo a 8 omicidi avvenuti nelle città di Goleta, Ventura, Dana Point e Irvine; altri due omicidi vennero collegati a lui per le evidenti affinità. Inoltre, DeAngelo si dichiarò colpevole di altri tre omicidi, due a Rancho Cordova e uno a Visalia, oltre a più di 50 casi di stupro commessi in varie contee dello stato californiano. Oltre a ciò, gli vennero attribuiti anche atti di vandalismo, furto e stalking.

### I primi reati e gli omicidi
I primi crimini di DeAngelo si verificarono nella metà degli anni settanta. Nel 1976 commise i reati di stupro e taccheggio nell'area di Sacramento.
Una giovane coppia della città, Brian Maggiore, poliziotto militare, e Katie Maggiore, mentre portava a spasso il proprio cane nella zona di Rancho Cordova (la zona dove avvennero gli attacchi dello stupratore della East Area, soprannome affibbiato a DeAngelo quando la sua identità era ancora ignota), la notte del 2 febbraio 1978 fu inseguita e uccisa a colpi di arma da fuoco. DeAngelo confessò nel 2020 di essere l'autore di quel duplice omicidio. 
Nell'ottobre 1979 si spostò nel sud della California, dove commise altri omicidi colpendo per la prima volta nella contea di Santa Barbara. I delitti continuarono fino al 1981 (con un caso isolato nel 1986), le vittime furono tutte ammazzate a colpi d'arma da fuoco. Presto si guadagnò il nomignolo di Night Stalker, poi mutato in Original Night Stalker dopo che un altro serial killer, Richard Ramirez, si conquistò il primo soprannome.

### Le telefonate
Oltre agli omicidi vennero resi noti anche i numerosi messaggi che il killer aveva lasciato nella segreteria telefonica delle proprie vittime e alle stazioni di polizia della zona.
Il 18 marzo 1977 lo sceriffo della contea di Sacramento ricevette tre chiamate da un uomo che dichiarava di essere lo stupratore della East Side. Le due chiamate del pomeriggio erano identiche e si concludevano con il sospettato che rideva prima di riattaccare. Nell'ultima chiamata chi telefonava affermò: "Sono lo stupratore dell'East Side e ho già seguito la mia prossima vittima e voi ragazzi non riuscirete a prendermi".
Il 2 dicembre 1977 una telefonata alla stazione di polizia di Sacramento recitava: "Non mi prenderete mai, stupidi bastardi. Farò sesso di nuovo questa sera. State attenti". Analogamente alla precedente chiamata, quella stessa notte si verificò un altro stupro ai danni di una vittima.
Durante il periodo natalizio del 1977, il 9 dicembre, una precedente vittima ricevette una telefonata, che attribuì al suo aggressore, nella quale una persona le sussurrava: "Buon Natale, sono di nuovo io".
Il giorno successivo le autorità di Sacramento appresero, sempre per telefono, che "Stasera colpirò sulla Watt Avenue". Il chiamante venne poi identificato come la stessa persona che aveva effettuato la telefonata del 2 dicembre. Una pattuglia delle forze dell'ordine appostata sulla Watt Avenue verso le 2.30 del mattino notò un uomo mascherato che fuggiva dal luogo in bicicletta lungo il ponte vicino. 
Il 2 gennaio 1978 il killer lasciò un altro messaggio sulla segreteria telefonica di una donna, sua futura vittima, in cui sussurrava che l'avrebbe uccisa, aggiungendo poi insulti di vario genere.
Il 6 gennaio 2001 un'ultima chiamata attribuita all'Original Night Stalker raggiunse una persona che era stata stuprata da quest'ultimo. Nella telefonata l'ignoto chiedeva beffardamente: "Ti ricordi quando abbiamo giocato?"

### L'arresto
Il 24 aprile 2018 DeAngelo fu arrestato dalle autorità locali sulla base di alcuni test del DNA effettuati su alcune delle vittime. A causa delle norme sulla prescrizione applicabili ai casi di stupro e altri crimini commessi prima del 2017, DeAngelo non poté essere accusato dei reati sessuali commessi in quel periodo, ma nell'agosto 2018 gli furono imputati 13 tentativi di rapimento.
In un processo tenutosi nell'aprile 2019, i pubblici ministeri di sei diverse contee annunciarono che avrebbero chiesto la pena di morte. Il 4 marzo 2020 DeAngelo accettò di confessare la propria colpevolezza qualora la pena di morte non fosse stata inclusa nei possibili provvedimenti da adottare. Il 29 giugno successivo si dichiarò dunque colpevole di 13 capi di accusa di omicidio di primo grado e rapimento. Come parte del patteggiamento, ammise di aver commesso numerosi crimini di cui non era stato formalmente accusato, inclusi gli stupri. Fu condannato a 12 ergastoli senza possibilità di libertà condizionale e chiese pubblicamente scusa alle vittime. Attualmente sta scontando la sua pena presso il California State Prison a Corcoran.